# Factor acèntric
El factor acèntric és un paràmetre necessari per calcular el factor de compressibilitat d'un gas, mesura la desviació del gas respecte a gasos com el criptó, xenó i argó (també anomenats fluids simples), pels quals el factor acèntric pren el valor de zero. El factor acèntric mesura l'esfericitat de la molècula, és a dir, dona un nombre que representa totes les forces presents en ella, no només les del centre, sinó les de tota la molècula.